# Giorgia Arena
Giorgia Arena (Crotone, 6 aprile 1990) è un'attrice e cantante italiana, nota per aver interpretato il ruolo di Fiammetta nella Melevisione su Rai Yoyo.

## Filmografia parziale

### Attrice

#### Cinema
- Maschile singolare, regia di Alessandro Guida e Matteo Pilati (2021)
- 50 km all'ora, regia di Fabio De Luigi (2024)
- Ma chi ti conosce?, regia di Francesco Fanuele (2024)
- Il mio posto è qui, regia di Daniela Porto e Cristiano Bortone (2024)
- Il treno dei bambini, regia di Cristina Comencini (2024)

#### Televisione
- Melevisione (2013-2014)
- Bang Bang Baby – serie Prime Video (2022-)
- Gigolò per caso – serie Prime Video (2023)

#### Cortometraggi
- Una semplice storia d'amore, regia di Stefano Valentini (2020)

### Regista

#### Cortometraggi
- E finalmente cercare nel tempo, co-regia con Giulia Maffei (2020)

## Teatro
- America - Il musical, regia di Simone Sibillano (2014)
- Nuovo Cinema Splendor, regia di Lindo Nudo (2014)
- West Side Story, regia di Federico Bellone (2016)
- Peter Pan, il musical, regia di Maurizio Colombi (2016)
- Flashdance - Il musical, regia di Chiara Noschese (2017)
- Contesto, regia di Renato Sarti (2017)
- Billy Elliot - Il musical, regia di Massimo Romeo Piparo (2018)
- Mary Poppins - Il musical, regia di Federico Bellone (2018)
- Non si uccidono così anche i cavalli?, regia di Giancarlo Fares (2018)

## Pubblicità
- Spot Grissin Bon (2016)[1]

## Riconoscimenti
- Premio Miglior monologo teatrale, 2ª edizione di Estrocorti – scritto e diretto da Giorgia Arena e Federica Cucco (2019)